# Ruggero Manna
Ruggero Manlio Giovanni Manna (Trieste, 6 aprile 1808 – Cremona, 13 maggio 1864) è stato un compositore italiano.

## Biografia

### Formazione
Ruggero Manna nacque a Trieste da Pietro Manna, nobile cremonese, e Carolina Bassi (Napoli, 10 gennaio 1781 - Cremona, 12 dicembre 1862), celebre cantante napoletana.
Avviato agli studi musicali dalla madre, studiò dapprima con lo zio Ladislao Bassi e dal 1817 a Milano con Vincenzo Lavigna. Tale fu l'eco del giovane talento, che ebbe l'onore di venir compreso nel libro Fanciulli celebri d'Italia di Francesco Berlan. Anche l'editore Ricordi, venutone a conoscenza, volle rendergli omaggio, dedicandogli, nel 1815, la sinfonia dell'opera La donna selvaggia di Carlo Coccia, con le seguenti parole: «Dedicata al raro merito e particolare talento musicale del Signor Don Ruggero Manna dell'età d'anni sei e mezzo».
Al 1820 risale la sua prima composizione conosciuta: un duetto per soprano e tenore, tratto dall'Artaserse di Metastasio.
Frequentò a partire dal 1821 il Liceo musicale di Bologna, conseguendo il diploma a soli 15 anni. Il 12 giugno 1823, in occasione della solenne assegnazione dei premi, venne eseguita la cantata Sacrifizio ad Apollo (a 3 voci con orchestra) ed una sinfonia concertata a vari strumenti. Il 27 agosto del 1824, infine, ottenne la nomina di maestro compositore presso l'Accademia Filarmonica di Bologna.
Tra il 1824 e il 1832 compì diversi viaggi di studio. Tappa privilegiata fu Vienna, dove ebbe modo di conoscere i musicisti più in voga al tempo (Adalbert Gyrowetz, Carl Czerny, Joseph Merk, Josef Mayseder, Maximilian Stadler ed altri).

### Carriera
Conclusi gli studi, Manna tornò a Cremona, iniziando la collaborazione con il Teatro Concordia (oggi Teatro Ponchielli): nella stagione di carnevale 1828-1829 sostituì il maestro al cembalo Giovan Francesco Poffa (Cremona, 1776 - Cremona, 1835), colpito da alcuni disturbi di salute. A partire dalla successiva stagione 1829-1830, in seguito all'aggravarsi delle condizioni di Poffa, assunse saltuariamente la guida dell'orchestra del teatro.

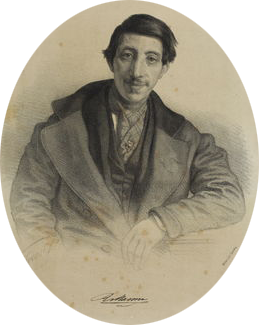

Nel novembre del 1832 debuttò al Teatro Grande di Trieste con l'opera Jacopo di Valenza (libretto di Calisto Bassi). 
Manna riscosse un notevole successo, al punto che gli fu affidato il posto di maestro concertatore nel medesimo teatro, ove rimase fino al 1835.
Dal 1835 si trasferì stabilmente a Cremona per assumere il nuovo incarico di "maestro di cappella" della cattedrale (ruolo che ricoprì fino alla morte). Assunse inoltre definitivamente (1836) il ruolo di maestro concertatore presso il Teatro Concordia al fianco di Carlo Bignami (primo violino e direttore dell'orchestra).
Contribuì alla creazione della Sala degli esercizi musicali (1837-1850), grazie alla quale i dilettanti potevano perfezionarsi nello studio ed esibirsi in pubblico, garantendo inoltre un minimo guadagno ai maestri che vi partecipavano in qualità di insegnanti. Il pagamento di 3 lire austriache mensili consentiva agli iscritti di partecipare alle accademie.
L'eredità di tale istituzione fu portata avanti da un'altra associazione, già attiva, promossa dallo stesso Manna in collaborazione con i maestri Carlo Bignami e Giovanni Maini (primo corno dell'orchestra del teatro), la Pia Istituzione Musicale. 
Fondata nel 1840 ed ufficialmente attiva dal 1º settembre 1842, oltre a promuovere la pratica musicale con accademie e concerti, essa si proponeva di offrire una forma di assistenza economica ai musicisti iscritti.
La carriera operistica di Ruggero Manna proseguì nell'autunno del 1845 con l'opera Preziosa (libretto di Carlo Ettore Colla), allestita per il Teatro di Casalmaggiore (CR) e l'anno successivo con Il Profeta Velato (libretto di Giacomo Sacchero), rappresentato al Teatro Grande di Trieste il 18 novembre 1846.
L'esperienza teatrale di Manna, tuttavia, non ebbe particolare seguito. 
Egli preferì ritirarsi, dedicandosi alla musica sacra e alle composizioni per le accademie musicali.
Solamente nel 1854 tornerà a considerare il melodramma, promuovendo la realizzazione di un'opera collettiva, La Vergine di Kermo (libretto di Francesco Guidi), a favore della Pia Istituzione Musicale. Prevedendo in origine la partecipazione di quindici compositori (fra cui Rossini e Verdi), l'opera fu in realtà portata a termine da dodici musicisti (Antonio Cagnoni, Francesco Cortesi, Ettore Fiori, Jacopo Foroni, Carlo Andrea Gambini, Gennaro Graum, Ruggero Manna, Alberto Mazzucato, Apollinare Micelich, Giovanni Pacini, Carlo Pedrotti, Ermanno Picchi, Amilcare Ponchielli, Luigi Ricci e Lauro Rossi) ed ebbe una sola esecuzione nel 1870 al Teatro Concordia di Cremona, sotto la direzione di Amilcare Ponchielli.

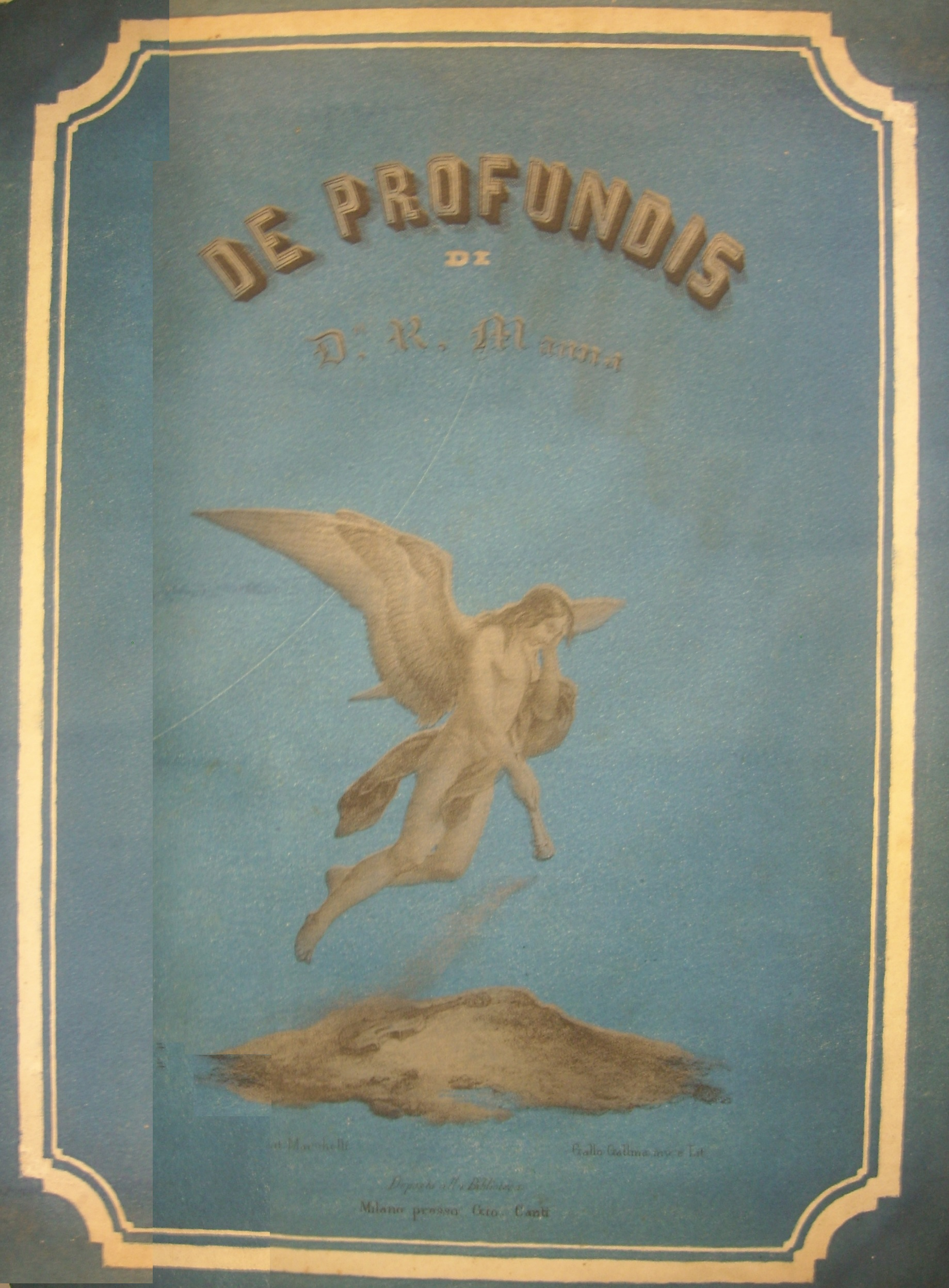
De profundis, edizione a stampa, G. Canti, Milano, 1850

Nel 1849 Manna portò a termine la composizione del De profundis per coro a 4 voci, soli e orchestra dedicato all'amico e collega Carlo Bignami, scomparso il 2 agosto del 1848. Secondo le intenzioni del compositore, l'opera fu pubblicata (1850) riservando i profitti ai figli ed alla vedova del Bignami.

### Ultimi anni
Al 1862 risale l'ultima importante composizione sacra di Manna, la cantata Gli esuli d'Israello (dal Salmo 136, liberamente tradotto dal poeta Vincenzo Meini). Così come il De profundis, la cantata ebbe una certa risonanza nelle riviste musicali dell'epoca. L'opera, dedicata a Vittorio Emanuele II, fu eseguita il 29 giugno 1862 nel Salone dei Cinquecento di Palazzo Vecchio, in occasione di un'accademia vocale e strumentale tenutasi a Firenze.
La morte della madre Carolina Bassi, avvenuta il 14 dicembre 1862 all'età di 82 anni, costituì un grave lutto per il compositore, il quale cominciò a partecipare sempre meno alle attività musicali cittadine (soprattutto a causa delle inferme condizioni di salute).
Durante tutta la propria carriera Manna rimase in contatto epistolare con diverse personalità della vita musicale e letteraria italiana dell'epoca, fra cui Gioachino Rossini, Giacomo Meyerbeer, Johann Simon Mayr, Raimondo Boucheron, Gaetano Gaspari, il conte Cesare di Castelbarco, Aleardo Aleardi ed altri ancora. Parallelamente alla principale attività di compositore ed esecutore, fu anche corrispondente della «Gazzetta Musicale di Milano», rivista specializzata fondata nel 1842 dall'editore Tito Ricordi. 
Stimato e apprezzato ben oltre la cerchia ristretta di Cremona, seppe guadagnarsi una posizione centrale nel panorama musicale di metà Ottocento. Fu accolto come membro onorario presso varie società filarmoniche italiane, fra cuiquelle di Torino, Firenze, Bergamo, Padova, Roma e Bologna.
Ruggero Manna morì a Cremona il 13 maggio 1864, a soli 56 anni d'età.

## Composizioni

### Opere liriche
- Francesca da Rimini (composta nel 1832 su libretto di Felice Romani, mai rappresentata).[16]
- Jacopo di Valenza, dramma serio in due atti (Teatro Grande, Trieste, novembre 1832).[17]
- Preziosa, dramma lirico in tre parti (Teatro Sociale, Casalmaggiore, 1845).[18]
- Il profeta velato, dramma lirico in quattro parti (Teatro Grande, Trieste, 18 novembre 1846).[19]
- La Vergine di Kermo, melodramma romantico in tre atti (opera collettiva composta tra il 1854 e il 1858, Teatro Concordia, Cremona, 1870).[20]

### Musica strumentale

#### Composizioni per pianoforte
- Capriccio brillante sopra un tema originale, 1827 circa
- Les Charmes de la tristesse, fantaisie, 1827 circa
- Il pastore svedese, capriccio in forma di rondò, 1828 circa
- Un fiore ad Euterpe, 1836
- Il folletto, Scherzo, 1837 circa
- Divertimento, 1839 circa
- Ouverture nell'opera Preziosa, (a 4 mani), 1847 circa
- Divertimento umoristico, 1850 circa
- Addio ai balneanti di S. Pellegrino, Notturno
- Pensiero funebre, (a 4 mani), 1854
- Capriccio in forma di toccata, (pubblicazione postuma) 1870 circa

#### Composizioni con accompagnamento di pianoforte, duetti, trii, quartetti
- Piccolo divertimento (per fl., vl., vlc., pf.), 1823 circa
- Divertimento (per fl. e pf.), 1827 circa
- Fantasia (per fl. e pf.), 1828
- Capriccio con variazioni sopra un tema nell'opera Il Pirata di Bellini (per vl. e pf.), 1830 circa
- Pout-Pourri (per vlc. o vl. e pf.), 1834 circa
- Divertimento sopra alcuni motivi dell'opera Jacopo di Valenza (per fl. e pf.), 1833 circa
- Variazioni brillanti (per fl. e pf.), 1834 circa
- Divertimento (per vlc. o fl. e pf.), 1834 circa
- Divertimento brillante (per vlc. o vl. e pf.), 1836 circa
- Fantaisie passionnée et brillante (per fl. e pf.), 1844 circa
- Mélange sur des motifs favoris de l'opéra Leonora de Mercadante (per fl. e pf.), 1847 circa
- Rêverie, morceau fantastique (per vl. e pf.), 1847-1848
- Gingillino, divertimento fantastico (per fl. e pf.), 1863 circa
- Gran duetto espressivo (per fl. e pf.), 1863 circa
- Addio, Firenze gentile (quartetto d'archi), 1852
- Andante per archi, 1862[21]

#### Musica sinfonica
- Sinfonia in Mib magg., (Andante; Allegro vivace), 1823
- Sinfonia in Do min./Do magg., (Andante energico; Allegro; Più mosso), 1824
- Valz in Fa magg., (Allegro), 1827
- Sinfonia in Re magg., (Andante; Allegro vivace; Più mosso)
- Sinfonia in Do min./Do magg., (Andante mosso; Allegro animato)
- Variazioni brillanti in Re magg., (Allegro marziale; Andante/Allegro; Tema e variazioni: moderato) - versione originale delle Variazioni brillanti per fl. e pf.
- Sinfonia in Si min., (Andante sostenuto; Allegro con molto brio)
- Ouverture, 1843
- I montanari, scherzo caratteristico, (Moderato assai, Più mosso, Tempo I, Più mosso; Larghetto; Allegretto moderato, Un poco meno), 1844
- Pensiero funebre alla memoria di Giambattista Rubini in Do min., (Andante con moto), 1854

### Musica vocale profana
- Sagrifizio ad Apollo, cantata a tre voci con orchestra, 1823
- Sei ariette con accompagnamento di pianoforte, 1830 circa
- Bouquet musical[22], composizioni per voce e pianoforte, 1844
- Romanza[23] per baritono e pianoforte, 1850
- La fiorista, arietta per soprano e pianoforte, 185?
- L'Augurio, scherzo musicale per voce e pianoforte, 1851
- Composizioni varie da camera per canto e pianoforte[24], 1853
- L'Esule[25], romanza per voce e pianoforte, 1857 circa
- La Toscana a Vittorio Emanuele[26], stornello per voce e pianoforte, 1860
- Popolo e re, inno per coro e orchestra, 1860 circa
- Fratelli, fratelli, al trono di Dio, Inno popolare per 3 voci e orchestra
- Gli Esuli d'Israello[27], cantata per soli, coro e orchestra, 1861

### Musica vocale sacra
- Messa a 3 voci con orchestra, 1822
- Stabat Mater, 1827
- Requiem a 4 voci con orchestra, 1832
- Litanie della Beata Vergine per coro (TTB) e orchestra, in Re magg., 1835
- Messa per soli (TTB), coro (TTBB) e orchestra, 1837
- Gloria per soli (ST), coro (SATB) e orchestra, ante 1840
- Ave Maria per voce e pianoforte, 1845
- La sequenza de' morti: dies irae a 4 voci con orchestra o pianoforte, 1847-1848
- De profundis per soli (SATB), coro (SATB) e orchestra, in Fa min., 1849
- Salve Regina a 2 voci (SA) con accompagnamento di pianoforte, 1850 circa
- Salve Regina[28] a 3 voci con accompagnamento di pianoforte, 1854 circa
- Preghiera per mezzosoprano e pianoforte o harmonium, 1854 circa
- Requiem per coro e orchestra, 1854
- Messa per soli, coro e orchestra, 1855
- Messa da Requiem[29] per coro (SATB) e orchestra, 1860
- Pange lingua per coro e orchestra, 1860 circa
- Magnificat, 1862
- Tantum ergo per coro (voci infantili)

#### Composizioni per laCappella delle laudidella Cattedrale di Cremona
- Alma redemptoris Mater per coro (SATB) e orchestra, in Do magg.
- Ave Regina caelorum per coro (SATB) e orchestra, in Re min.
- Beata Dei genitrix per Tenore, coro (STB) e orchestra, in La magg.
- Beata Dei genitrix per coro (SATB) e organo, in Sol magg.
- Beatam me dicent per coro (SATB) e orchestra, in Sib magg.
- Egredemini et videte per coro (SATB) e organo, in Sol min.
- Fuge dilecte mihi per coro (SATB) e organo, in Sib magg.
- Gaude Maria per coro (SATB) e organo, in Sol magg.
- Hodie Beata Virgo per coro (STB) e orchestra, in Sol min.
- Litanie della B.V. per coro (SATB) e orchestra, in Fa min.
- Litanie per coro (SATB) e orchestra, in Mi min.
- Mariae nomen per coro (SATB) e orchestra, in Do magg.
- Nativitas Tua per coro (SATB) e orchestra, in Sol magg.
- Non vos relinquam per doppio coro (STB, STB) e orchestra, in Sol magg.
- Regina coeli per coro (SATB) e orchestra, in La min.
- Regina coeli per coro (SATB) e organo, in Sol min.
- Salve Regina per coro (SATB) con organo e strumenti ad libitum, in Fa magg.
- Sola namque per coro (SATB) e organo, in Re magg.
- Tantum ergo per soli (TTB), coro (TTB) e orchestra, in Re magg.
- Tantum ergo per coro (STB) e orchestra, in Mib magg.
- Tantum ergo per coro (SAB) e orchestra, in Mib magg.
- Veni Regina nostra per coro (SATB) e organo, in Mi magg.
- Vespere autem Sabati per coro (SATB) e orchestra, in Sib magg.
- Virginem Maria per coro (TTB) e organo, in Re min.
- Virginem Maria per coro (SATB) e organo, in La magg.
- Virgo Prudentissima per coro (TTB) e orchestra, in Re magg.

## Curiosità
- Al compositore sono state intitolate due vie: una a Cremona ed una a Trieste.
- Recentemente è stato ritrovato l'epistolario (lettere di corrispondenza con la madre Carolina e le sorelle Claudia ed Erminia), risalente ad un periodo compreso tra il 1854 e il 1863. (http://www.laprovinciacr.it/news/cultura/83231/Quelle-lettere-di-Ruggero-Manna-dimenticate.html)